# Kuélap
Kuélap (Kuelape ou Cuélap) est une forteresse des Chachapoyas, un peuple des Andes, qui la construisit au Xe siècle dans la montagne près du village de El Tingo, sur une crête dominant la vallée de la rivière Utcubamba.
La forteresse est située dans le district de Tingo, province de Luya, dans la partie sud de la région d'Amazonas au nord du Pérou à 3 h de route de la ville de Chachapoyas.
La région est couverte de forêts de nuages, avec une variété d'arbres, d'orchidées et de plantes épiphytes. La zone protégée couvre une superficie de 218 ha et une zone tampon de 610 ha, protégeant environ 12 sites archéologiques en plus du site principal de Kuélap.

## Histoire
L'occupation humaine du site commence au Ve siècle,, mais la majorité des structures ont été construites entre 900 et 1100. La ville, qui a pu compter jusqu'à 3000 habitants, a été abandonnée en 1570 à la suite de la conquête espagnole. En conséquence, la ville s'est détériorée et était couverte de racines d'arbres lors de sa découverte,.

## Découverte
Ignorée jusqu'en 1843, la citadelle fut découverte par un juge de Chachapoyas, le Dr Juan Crisostomo Nieto,. Puis, en 1870, Antonio Raimondi fit un relevé du site.
L'explorateur français Charles Wiener a visité le site en 1881. Kuélap a également été étudié par les archéologues Ernst Middendorf (1887), les époux Henry et Paule Reichlen (1948), Arturo Ruíz (1972) et plus récemment Federico Kauffmann,.
Ce sont surtout deux archéologues; un français, le général Louis Langlois et un américain Adolf Bandelier, qui ont fait avancer la connaissance du site dans les années 1930.
Depuis les années 1980, de nombreux archéologues péruviens et étrangers ont poursuivi leurs fouilles et leurs études à Kuélap.

Vue partielle du mur d'enceinte.

Beaucoup d'inconnus subsistent relativement à Kuélap. Il est toutefois évident que le site est antérieur à l'Empire Inca. Vu son caractère monumental, il ne fait non plus aucun doute qu'il a joué un rôle de premier plan dans le passé de la culture Chachapoyas. En fait, l'architecture de Kuélap est, en termes généraux, la même que celle qui est dispersée dans la zone culturelle des Chachapoyas.
Ce qui n'a pas pu être précisé jusqu'à présent, c'est à quel moment du long processus de développement de la culture des Chachapoyas, dont les débuts pourraient remonter au VIIIe siècle, les monuments de Kuélap furent érigés. De même, on ignore combien de temps a duré son apogée, quand et pourquoi elle a été abandonnée.
D'autres aspects n'ont pas été élucidés, comme le transport des blocs de pierre jusqu'au sommet de la montagne et la compétence des architectes impliqués dans la construction, qui ont su lui fournir un système sophistiqué de drainage des eaux de pluie. Actuellement, en raison de l'obstruction des canalisations, le monument a "gonflé". Au fur et à mesure que la grande plateforme s'agrandit, les pierres des murs qui la recouvrent se détachent.
Il n'a pas non plus été précisé comment l'approvisionnement en eau de ses habitants était assuré ; peut-être certains des enclos sans accès ont-ils servi de réservoir. Les autres enceintes, pour la plupart, devaient être des entrepôts de nourriture et des greniers à grains à la manière des tambos incas.
Quant à la fonction pour laquelle Kuélap a été construit, on manque aussi de réponse satisfaisante. Le monument est appelé une "forteresse", en raison de son emplacement, de la solidité et de la hauteur de ses murs. Mais Adolf Bandelier et surtout Louis Langlois, ont tenté de démontrer que Kuélap, plus qu'une forteresse, aurait pu être un lieu fortifié destiné à servir de refuge à la population en cas d'urgence.

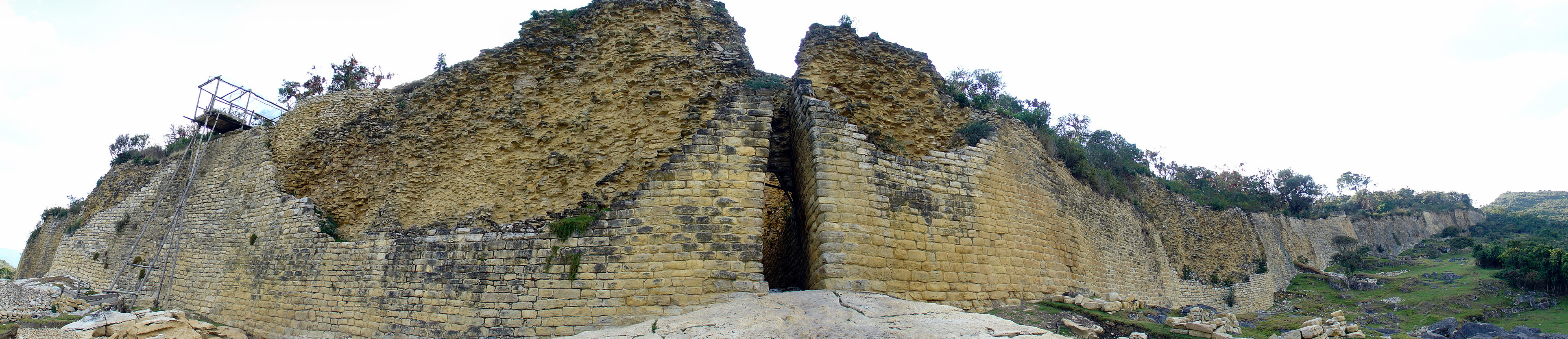
Façade est.

Les hauts murs qui soutiennent la plateforme et l'étroitesse de l'accès à la citadelle dans son dernier tronçon suggèrent, en fait, que le monument  aurait pu être construit en vue de servir de redoute défensive, ou du moins qu'il devait être un site protégé des intrus. Mais cette possibilité n'annule pas nécessairement d'autres interprétations, peut-être plus transcendantes.
Toutefois, compte tenu du rôle généralement joué par l'architecture monumentale dans le passé archéologique péruvien, rôle qui était lié aux besoins socio-économiques motivés par l'environnement, on peut conclure que Kuélap pourrait être essentiellement un sanctuaire précolombien résidence d'une aristocratie ou d'une théocratie dont la mission principale était de gérer la production alimentaire. Cette puissante élite assurait ce rôle en recourant à des pratiques d'invocation et de magie afin de s'assurer la collaboration des puissances surnaturelles qui gouvernaient les phénomènes atmosphériques.
Ces esprits, s'ils n'étaient pas bien honorés, pouvaient alors provoquer des pluies excessives ou flétrir les hommes par des sécheresses ou des maladies - comme celles apportées par les Espagnols - qui pouvaient mettre leur existence en danger. Ce sont - peut-être - de telles catastrophes qui ont été reprochées aux dirigeants de Kuélap, ce qui en représailles aurait conduit à leur massacre et à la destruction du site par le peuple Chachapoyas mécontent.

## Description

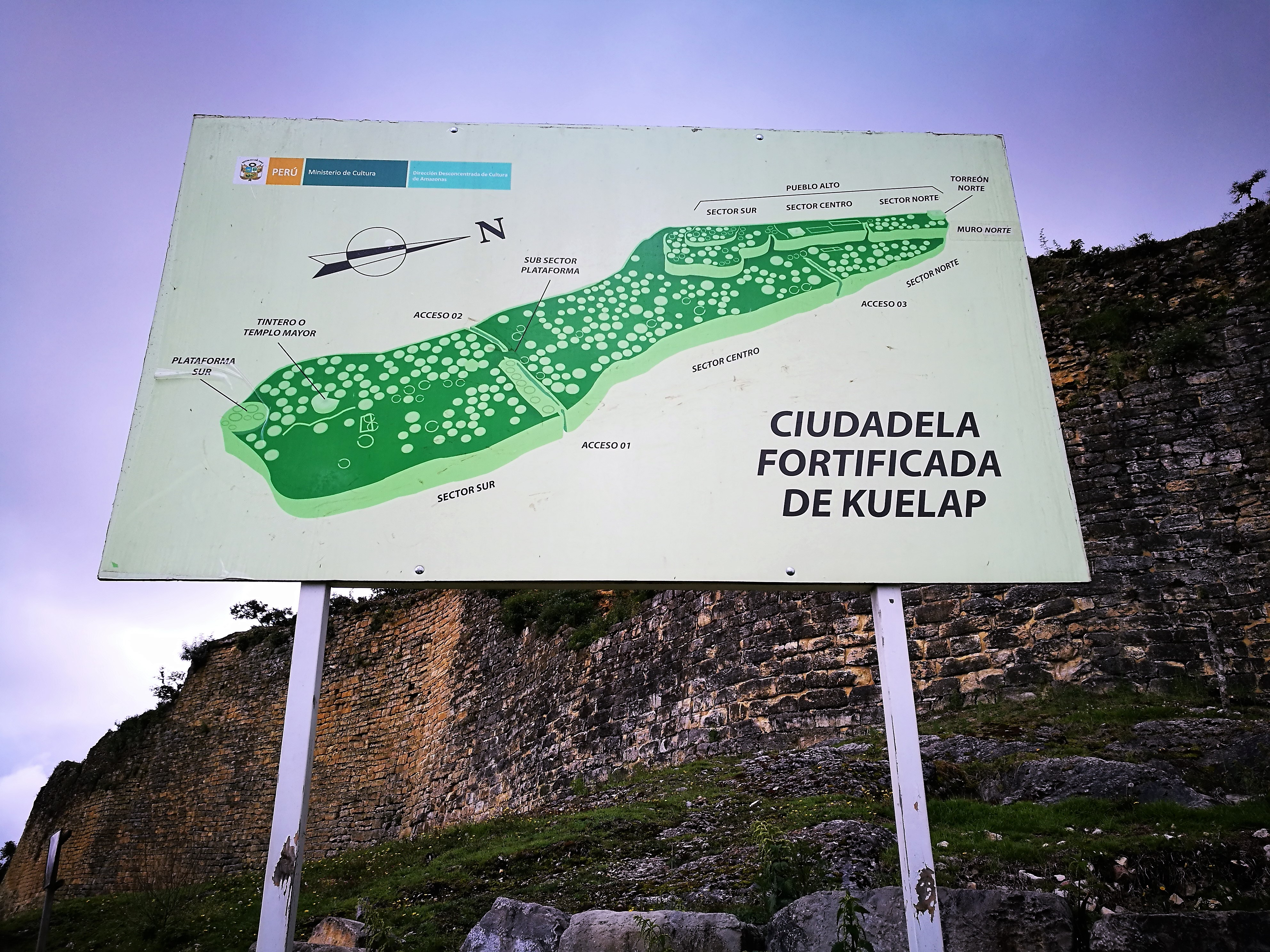
Plan du site de Kuélap.

Située à 3 000 m d'altitude sur une crête calcaire qui domine la rive gauche de l'Utcubamba,, cette forteresse est constituée de gigantesques plates-formes empilées les unes sur les autres. La première fait 20 mètres de hauteur, 584 mètres de long, 110 mètres de large et est orientée nord-sud. Deux autres plates-formes (ou andenes en espagnol) suivent la première. L'ensemble forme une surface d'environ 6 hectares.
La plateforme principale orientée sud-nord, présente la forme approximative d’un rectangle irrégulier et très allongé, son extrémité nord se terminant en pointe. Sa géographie utilise habilement le relief de l’escarpement sur lequel elle est érigée.
Le mur du côté Est est muni de 2 entrées (no 1 et 3) qui le partagent en 3 secteurs sensiblement égaux en surface (sud, centre et nord).
Le mur Ouest ne dispose que d’une seule entrée (no 2) presque opposée à l’entrée no 1 du mur parallèle. Cette entrée aurait été réservée à l'approvisionnement en denrées et en eau potable.
À l’angle Sud-Ouest du secteur Sud, on trouve la plateforme circulaire et  au centre du secteur la tour, El Tintero.
À cheval sur les secteurs central et nord de la plateforme principale, se situe une deuxième plateforme appelée Pueblo Alto qui est de forme très étirée et également partagée en trois zones, sud, centrale et nord. Cette seconde plateforme se superpose au mur Ouest du plateau principal.
La zone Nord de Pueblo Alto comprend à son extrémité Nord la structure appelée El Torreón. Sur sa partie Sud on trouve un troisième niveau qui occupe environ un tiers de sa surface.
Les édifices circulaires (plusieurs centaines) sont disséminés dans toutes ces zones et secteurs des 3 niveaux.
L'accès à Kuélap se fait par El Tingo, une ville située à environ 1 800 m d'altitude, près de la rive de l'Utcubamba. Un sentier équestre serpente également le long de la rive gauche de la rivière et mène éventuellement jusqu'à Marcapampa, un petit haut plateau près du site. L'accès a été facilité ces dernières années grâce à l'achèvement d'un téléphérique qui mène le visiteur à moins de 2 km de la forteresse. Le chemin de terre, qui ajoute 37 km au trajet, est également encore praticable.

### L'enceinte

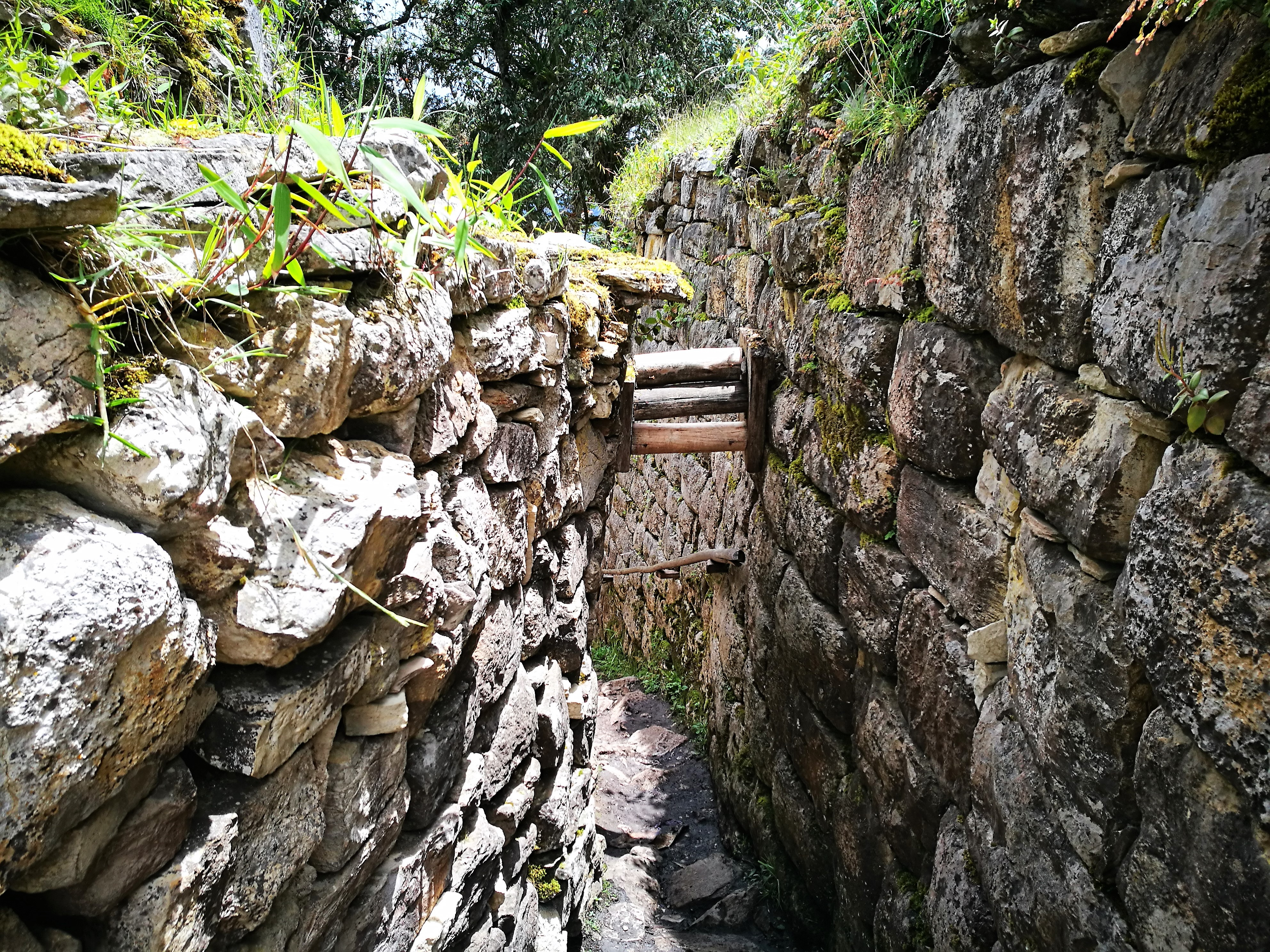
L'un des accès à la forteresse.

Les murs d'enceinte ont une hauteur de 10 à 20 mètres avec une maçonnerie de blocs de calcaire finement travaillés. Certains blocs peuvent peser 3 tonnes.
La ville a trois entrées, deux à l'est et une à l'ouest. L'entrée principale a une forme trapézoïdale et peut avoir eu une arche en plein cintre. Elle devient de plus en plus étroite. Pour entrer, il faut passer par un chemin qui se rétrécit jusqu'à ne laisser passer qu'une seule personne et qui est flanqué de deux murs de 20 mètres de haut.

### La cité
Les plates-formes supportent presque 400 constructions de forme majoritairement cylindriques à l'exception de 5 d'entre elles (rectangulaires ou carrées). Certaines sources évoquent même plus de 550 structures sur le site dont il ne reste que les fondations ou les murs, certaines atteignant 2 m de haut et 0,5 m d'épaisseur. Certains murs ont des formes rhomboïdes et zigzag et sont protégées de la pluie par des corniches. Quelques-unes des structures ont été restaurées.
Certaines de ces constructions sont décorées de frises d'yeux ou d'oiseaux unis, qui font le tour de l'édifice.

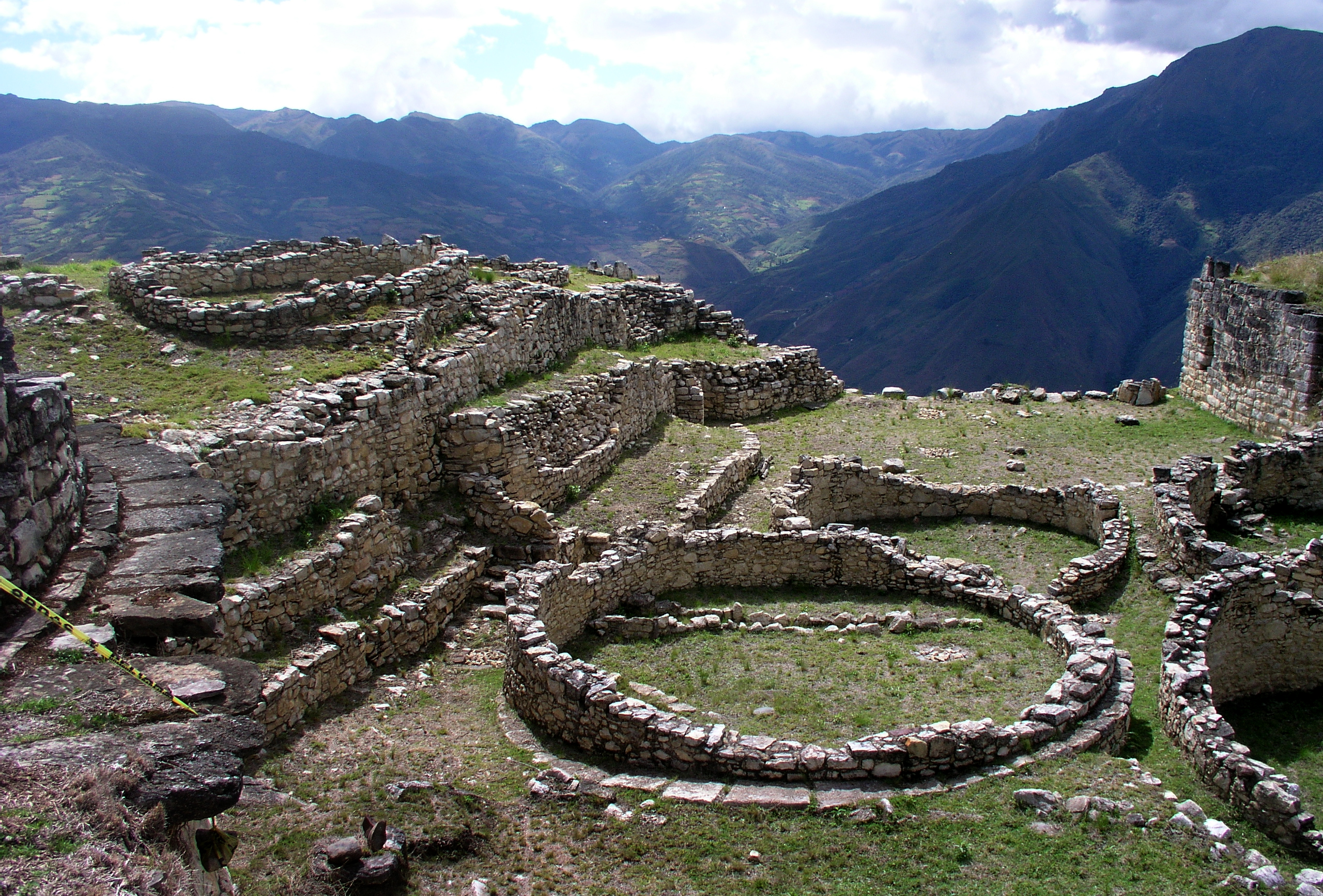
Ruines de quelques structures.

Dans la partie sud-ouest du village, il y a une structure de 5,5 m de haut connue sous le nom de El Tintero (encrier en espagnol) ou de Templo Mayor (temple principal en espagnol) qui a la forme d'un cône inversé. Des artéfacts cérémoniels y ont été trouvés et l'hypothèse est que le bâtiment pourrait avoir été utilisé comme observatoire solaire.
Dans la partie nord-ouest, il y a un secteur connu sous le nom de Pueblo Alto (village du haut), avec un mur de 11,5 m de haut, auquel on accède par deux entrées étroites. Au nord de Pueblo Alto, une structure en forme de tour appelée Torreón (tour en espagnol) s'élève jusqu'à 7 m et peut avoir été utilisée à des fins défensives car des armes en pierre y ont été trouvées.
À Kuélap, de nombreuses pierres ont des reliefs à motifs anthropomorphes, zoomorphes et géométriques. De plus, de nombreuses sépultures ont été trouvées tant dans les murs que dans les édifices circulaires.
Il y a aussi des aqueducs en pierre, dont on pense qu'ils ont alimenté le village en eau à partir d'une source au sommet de la montagne.
Les plus importants édifices sont :
- El Tintero : Situé à l'extrême sud de la grande plateforme, c'est un défi à la loi de la gravité, sa forme est en effet celle d'un cône renversé. C'est l'un des centres sacrés les plus importants du site. Ce bâtiment mesure 13,5 m de diamètre à son sommet. De nombreux artéfacts d'offrandes diverses y ont été découverts, témoignages de rituels complexes qui incluaient le placement d'os humains à l'intérieur du bâtiment. L'édifice est ainsi devenu un grand ossuaire. Diverses sépultures humaines et offrandes de la côte nord ont été trouvées autour du bâtiment.
- La plateforme circulaire : Sise sur le mur sud du site, elle avait une fonction intimement liée au Templo Major. Ce devait être la résidence du prêtre qui avait sous sa responsabilité le fonctionnement du temple. Le massacre de Kuélap d'une grande ampleur a eu lieu exclusivement dans les limites de cette plateforme.
- Pueblo Alto (Le village haut) : Est situé dans les parties nord et ouest du site et possède un mur qui le délimite et le sépare du reste de la cité. Il comporte trois secteurs bien définis, auxquels on accède par deux endroits, l'un qui permet l'accès au secteur nord et central et l'autre qui permet l'accès seulement au secteur sud, essentiellement résidentiel.
  - Secteur central de Pueblo Alto : Cette zone devait remplir une fonction publique dans les derniers moments de l'occupation du site. Il n'y a que trois structures carrées et rectangulaires, de l'époque inca, qui se superposent aux structures circulaires plus anciennes. À l'extrémité sud de ce secteur, il y a une structure quadrangulaire très détruite, qui contenait de nombreuses sépultures humaines. Ce bâtiment devait avoir un toit à deux ou quatre versants. Dessous, il y a des traces de bâtiments plus anciens.
  - La Tombe Inca de Pueblo Alto : Dans une structure spéciale a été découvert le tombeau inca d'un adolescent, avec des offrandes de haute qualité; céramiques fines, objets en bois très abîmés et un nez en métal. Il est possible qu'il s'agisse d'offrandes du rite sacrificiel Capacocha, une coutume inca des centres religieux les plus importants de l'empire.
- El Torreón (La tour) : Il s'agit d'un solide bâtiment de type cérémonial situé à l'extrémité nord du site, faisant partie du secteur nord de Pueblo Alto et jouxtant un gouffre inaccessible à l'ouest. Dans la partie supérieure ont été trouvés des centaines de pierres de calcaire qui ont été arrondies pour être utilisées comme projectiles pour les frondes. Ces pierres devaient plutôt être utilisées à des fins cérémonielles, car elles semblent inoffensives pour un rôle défensif, d'autant plus que les toits des maisons voisines devaient réduire la visibilité du lanceur.
- Callanca : C'est un bâtiment inca le plus grand du site, de forme rectangulaire qui aurait servi pendant l'ère Inca à des cérémonies et comme logement pour les voyageurs ou les invités.
- La Atalaya : se trouve à l'extrême nord de Kuélap ;
- El Castillo (Le château) : se situe sur le plateau supérieur, secteur le plus important du site par le nombre de vestiges.

Des scientifiques ont calculé qu'il a fallu plus de pierres pour construire cette forteresse que pour la grande pyramide de Gizeh.

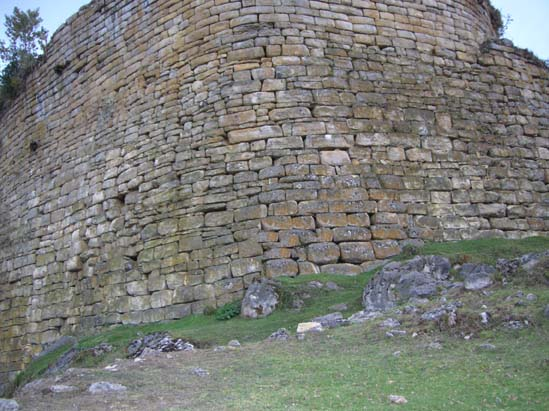
Les murs massifs qui protégeaient la forteresse.
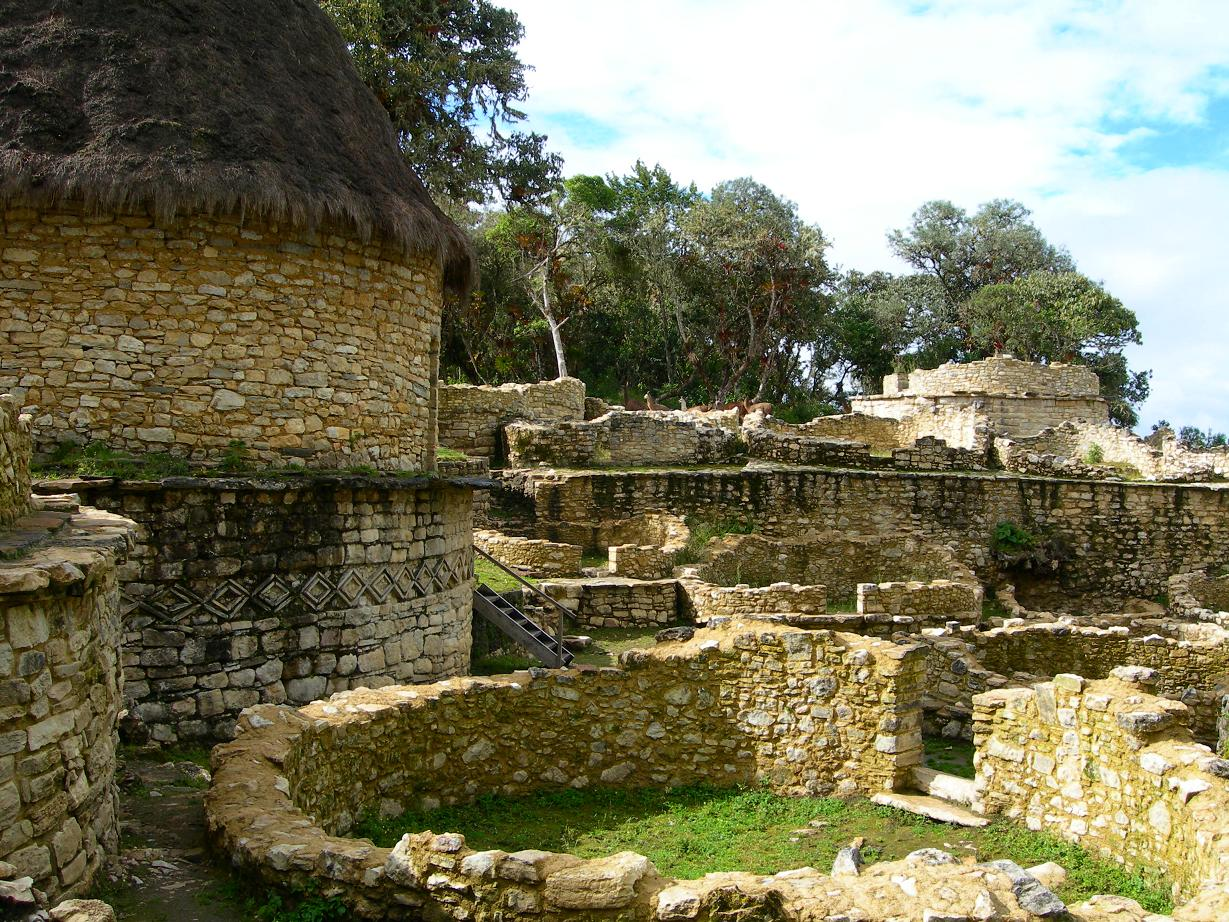
Vue partielle du site.
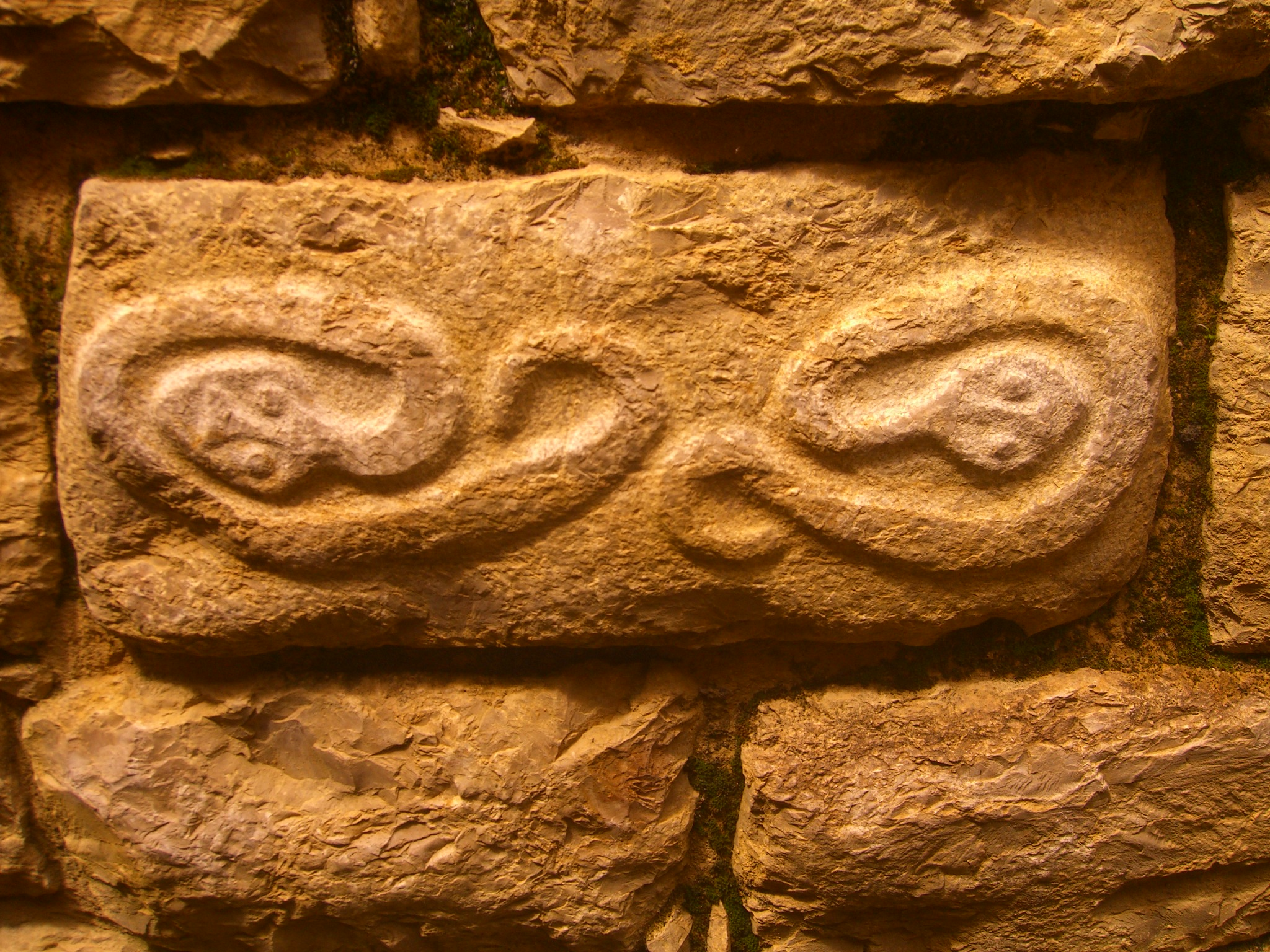
Détail d'un relief à Kuélap.
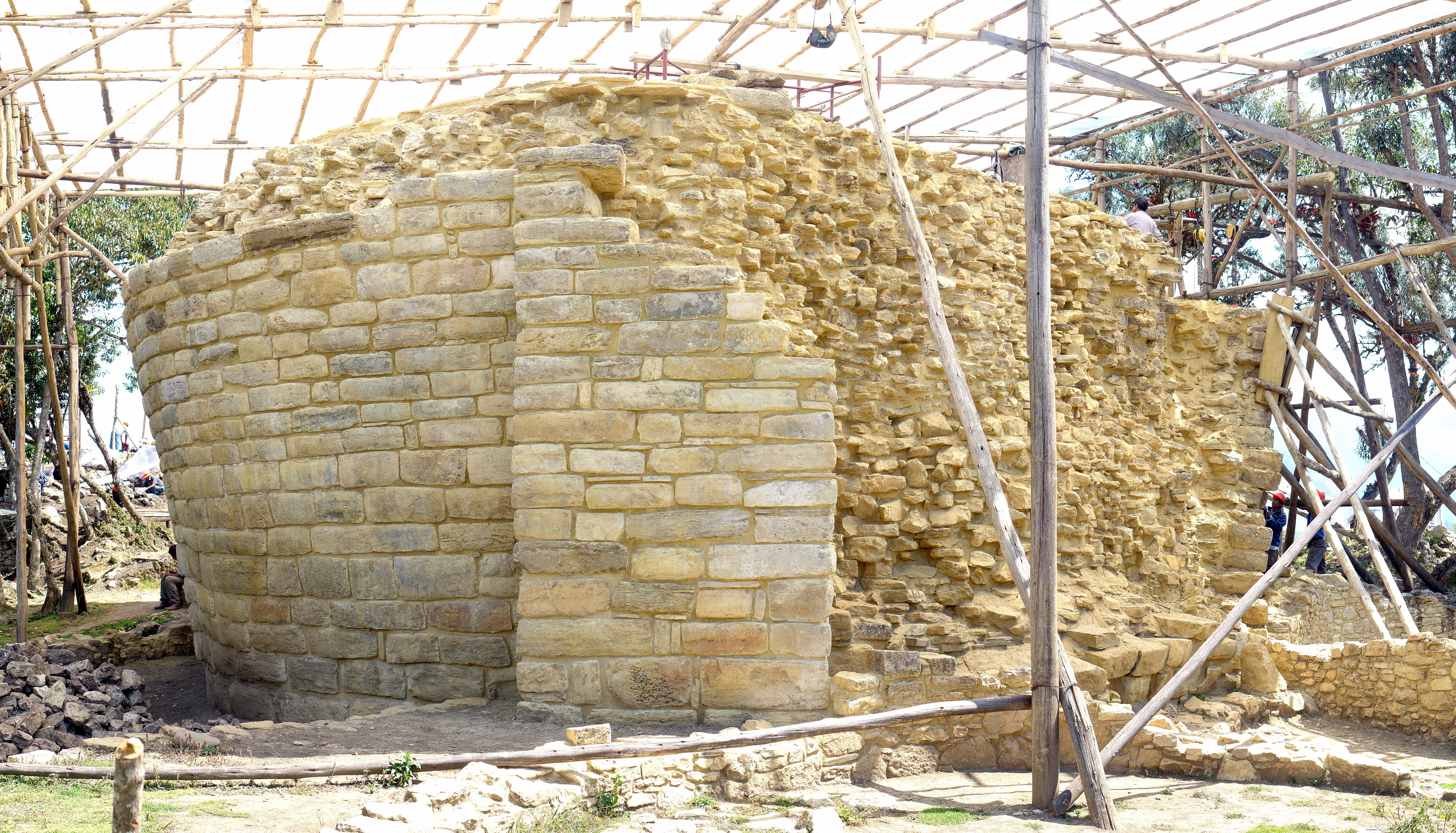
El Tintero (l'encrier).

## Massacre de Kuélap
La forteresse de Kuélap fut le théâtre d'un véritable massacre qui eut probablement lieu durant la deuxième moitié du XVIe siècle, peu après l'arrivée des conquistadors espagnols en Amérique. Plus d'une centaine de squelettes ont été découverts à l'extrémité de la forteresse sur les bords de la falaise, à proximité du temple sacré. L'âge des victimes, en majorité des enfants mais pas de femmes, et le fait que les corps n'aient pas été enterrés contrairement aux rites funéraires, laissent à penser aux archéologues que le massacre fut une vengeance perpétrée par des tribus chachapoyas voisines, accusant la cité de Kuélap qui concentrait les pouvoirs politiques et religieux, d'être à l'origine des bouleversements de l'époque : les conquistadors étaient notamment porteurs de nombreuses maladies telles que la grippe et la variole, provoquant la mort de près de 9 indiens sur 10 ce qui engendra de nombreuses conséquences dramatiques, telle que la famine.
Selon les dernières recherches, le massacre de Kuélap est donc considéré comme un crime politique et religieux contre la puissante cité fortifiée, visant à punir et exterminer les derniers successeurs du clan qui détenait le pouvoir. Après le massacre, la cité fut incendiée.
Ce massacre de grande ampleur a eu lieu exclusivement dans les limites la plateforme circulaire. Il a été mené par un groupe local bien organisé, dans le cadre d'un conflit de pouvoir. Cette agression a été suivie d'un grand incendie qui a marqué les derniers jours d'occupation du site. Cet événement a dû se produire vers 1570, lorsque le système des réductions indiennes a été mis en place par la puissance coloniale espagnole de la vice-royauté du Pérou.